# Hirel
Hirel település Franciaországban, Ille-et-Vilaine megyében. Lakosainak száma 1384 fő (2022. január 1.). Hirel Saint-Benoît-des-Ondes, La Fresnais, Mont-Dol és Le Vivier-sur-Mer községekkel határos.

## Népesség
A település népességének változása:
| Lakosok száma | 1005 | 1286 | 1166 | 1314 | 1350 | 1368 | 1392 | 1389 | 1391 | 1384 |
|               | 1968 | 1982 | 1990 | 2006 | 2013 | 2015 | 2017 | 2019 | 2020 | 2022 |